# Бошмен
Бошмен (фр. Beauchemin) насеље је и општина у североисточној Француској у региону Шампањ-Арден, у департману Горња Марна која припада префектури Лангр.
По подацима из 2011. године у општини је живело 102 становника, а густина насељености је износила 8,56 становника/km². Општина се простире на површини од 11,92 km². Налази се на средњој надморској висини од 317 метара.

## Демографија
| 1962. | 1968. | 1975. | 1982. | 1990. | 1999. | 2011. |
| ----- | ----- | ----- | ----- | ----- | ----- | ----- |
| 85    | 103   | 95    | 118   | 86    | 109   | 102   |

График промене броја становника у току последњих година